# Metoda alfa-s
Metoda alfa-s (właściwie metoda αs) – wprowadzona przez K.S.W. Singa metoda analizy izoterm adsorpcji, stosowana najczęściej w przypadku porowatych ciał stałych. Pozwala ona na określenie liczby porów (ich objętości lub efektywnej powierzchni) dla danego adsorbentu i adsorbatu. Pozwala też na określenie udziału poszczególnych rodzajów porów (mikro-, mezo- i makroporów). Metoda ta może być uważana za dokładniejszą i bardziej uniwersalną wersję tzw. metody t-plot deBoera lub jej bezpośredniej modyfikacji, metody t/F-plot zaproponowanej przez Kadleca.
Metoda opiera się o graficzne lub numeryczne porównanie eksperymentalnej izotermy adsorpcji na danym adsorbencie, {\displaystyle a(p),} z izotermą względną {\displaystyle \alpha _{s}} tego samego adsorbatu na odpowiednim adsorbencie standardowym przy tym samym ciśnieniu {\displaystyle p} (a właściwie ciśnieniu względnym {\displaystyle x}):
{\displaystyle a(p)=f(\alpha _{s}(p))}
lub
{\displaystyle a(x)=f(\alpha _{s}(x)),}
skąd:
{\displaystyle a=f(\alpha _{s}),}
gdzie:
{\displaystyle a} – wielkość adsorpcji dla izotermy eksperymentalnej,
{\displaystyle p} – ciśnienie adsorbatu,
{\displaystyle p_{s}} – ciśnienie pary nasyconej,
{\displaystyle x=p/p_{s}} – ciśnienie względne adsorbatu,
{\displaystyle \alpha _{s}} – adsorpcja względna danego adsorbatu na wzorcu (std) zdefiniowana jako stosunek wielkości adsorpcji przy danym ciśnieniu, {\displaystyle a_{std}(x),} do wartości adsorpcji przy odpowiednio dobranym ciśnieniu odniesienia {\displaystyle a_{std}(x_{ref})} (dla adsorpcji azotu w temeraturze 77–78 K jest to ciśnienie względne równe {\displaystyle x=0{,}4,} a dla adsorpcji benzenu w temperaturze 293 K stosujemy {\displaystyle x=0{,}175}):
{\displaystyle \alpha _{s}(x)={\frac {a_{std}(x)}{a_{std}(x=0{,}4)}}.}
Przybliżając liniami prostymi przebieg fragmentów krzywej {\displaystyle a(\alpha _{s}),} można określić pojemność adsorpcyjną porów {\displaystyle a_{max}} całkowicie zapełnionych przy danym ciśnieniu {\displaystyle x^{*}} (ekstrapolacja prostej do {\displaystyle \alpha _{s}=0}) oraz powierzchnię {\displaystyle S} wszystkich porów jeszcze niezapełnionych, większych niż pory o pewnym rozmiarze krytycznym, {\displaystyle D>D_{c}(x^{*})} (na podstawie nachylenia prostych):
{\displaystyle a(\alpha _{s})=a_{max,D\leqslant D_{c}(x^{*})}+a_{std}(x=0{,}4){\frac {S_{D>D_{c}(x^{*})}}{S_{BET,std}}}\alpha _{s},}
gdzie:
{\displaystyle S_{BET,std}} – powierzchnia właściwa próbki wzorcowej wyznaczona za pomocą metody BET.
Z reguły określa się tak pojemność adsorpcyjną {\displaystyle (a_{max})} i powierzchnię {\displaystyle (S)} mikro- i mezoporów oraz tzw. powierzchnię zewnętrzną (faktycznie powierzchnię makroporów i powierzchnię zewnętrzną). Różnica kolejno wyznaczonych wartości pojemności i powierzchni pozwala określić wkład poszczególnych rodzajów porów (np. wyznaczamy kolejno: I. pojemność mikroporów i powierzchnie mezo- i makroporów i zewnętrzną; II. pojemność mikro- i mezoporów oraz powierzchnię makroporów i zewnętrzną; III. pojemność wszystkich porów i powierzchnię zewnętrzną). Metoda może nie dać jednoznacznych wyników, gdy adsorbent charakteryzuje się ciągłym rozkładem wielkości porów i wykres zależności {\displaystyle a(\alpha _{s})} nie posiada odcinków prostoliniowych. Inny problem, który się często pojawia przy analizie izoterm za pomocą tej metody, to np. ujemna wartość objętości mikroporów. Problem taki pojawia się, gdy zastosowany adsorbent wzorcowy zawiera proporcjonalnie więcej porów danego typu niż adsorbent wzorcowy. Wybierając (lub tworząc) odpowiedni adsorbent wzorcowy, musimy godzić się na pewien kompromis, pamiętając o tym, że ze względu na dokładność pomiarów izotermy adsorpcji musi on mieć dostatecznie dużą powierzchnię właściwą. To z kolei oznacza, że jest on mezo- lub makroporowaty, a najczęściej też, że musi być silnie rozdrobniony. Małe ziarno oznacza w praktyce pojawienie się małych porów uformowanych na styku tych ziaren. Aby uniknąć w/w błędów należy wyszukać odpowiednią izotermę standardową w literaturze; może być również celowe stosowanie różnych izoterm wzorcowych w różnych zakresach rozmiarów porów.